# وندل (بازیکن فوتبال)
وندل (انگلیسی: Wendell؛ زادهٔ ۲۰ ژوئیهٔ ۱۹۹۳) یک بازیکن فوتبال اهل برزیل است که در پست دفاع چپ برای بایر ۰۴ لورکوزن در بوندس‌لیگا آلمان بازی می‌کند.
از باشگاه‌هایی که در آن بازی کرده‌است می‌توان به گرمیو اشاره کرد.